# Cosmarium tetraophthalmum
Cosmarium tetraophthalmum là một loài Song tinh tảo trong họ Desmidiaceae, thuộc chi Cosmarium.